# Astronesthes caulophorus
Astronesthes caulophorus és una espècie de peix de la família dels estòmids i de l'ordre dels estomiformes.

## Morfologia
- Els mascles poden assolir 26,2 cm de longitud total.[4][5]

## Hàbitat
És un peix marí i d'aigües profundes.

## Distribució geogràfica
Es troba a l'Atlàntic oriental entre 21°N i 20°S.